# Juliette Lamboley
Pour les articles homonymes, voir Lamboley.
 (avril 2017).
Si vous disposez d'ouvrages ou d'articles de référence ou si vous connaissez des sites web de qualité traitant du thème abordé ici, merci de compléter l'article en donnant les références utiles à sa vérifiabilité et en les liant à la section « Notes et références ».
Juliette Lamboley, née le 21 avril 1990 aux Lilas, est une actrice française.

## Biographie
À l'âge de huit ans, Juliette Lamboley est remarquée par un agent artistique et commence ses premiers pas sur le petit et le grand écran. S'ensuivent comédies populaires aussi bien que films d'auteurs, avec Daniel Auteuil, Vincent Cassel, Monica Bellucci, Sandrine Bonnaire, Adèle Haenel, François Damiens, François Civil, Macha Méril, Françoise Fabian… 
Elle obtient, à quinze ans, la Nymphe d'or de la meilleure actrice au Festival de télévision de Monte-Carlo pour Mademoiselle Gigi, réalisation de Caroline Huppert et adaptation de Gigi, une nouvelle de Colette.
Elle entre au conservatoire d'art dramatique Erik-Satie à Paris, puis complète sa formation à Londres auprès de différents intervenants, allant de l'art du clown, à la commedia dell'arte, en passant par la méthode Stanislavsky.
À dix-sept ans, elle monte sur les planches pour la première fois, en incarnant le rôle de Cecily dans L'Importance d'être Constant d'Oscar Wilde, auprès de Lorànt Deutsch, Frédéric Diefenthal et Macha Méril, pour une tournée européenne.
Juliette obtient la même année un prix en violoncelle au conservatoire, où elle exerce aussi la danse et le chant.
Elle joue la fille de Sandrine Bonnaire dans le téléfilm Le Procès de Bobigny, relatant l'audience historique de 1972 ayant contribué, par sa grande médiatisation, à une évolution sociétale française qui aboutit en 1975 à la loi Veil sur l'interruption volontaire de grossesse. 
Par la suite, elle interprète une jeune juive qui découvre sa véritable identité après la guerre, dans Le Lien, aux côtés de Marthe Keller.
C'est à dix-huit ans qu'elle tient son premier rôle principal au cinéma face à Daniel Auteuil, dans la comédie 15 ans et demi, faisant partie des Révélations des César de cette année-là ainsi que des seize Young Hollywood actors choisis par le magazine Teen Vogue.
En 2011, elle est choisie pour faire partie des Talents Cannes Adami. Elle joue pour la première fois en anglais face à Stellan Skarsgard dans l’adaptation du prix Goncourt Rouge Brésil, et participe au film La Cité rose de Julien Abraham.
En 2017, elle remonte sur les planches dans un classique féministe Les Monologues du vagin au Chien qui fume au Festival d'Avignon et tient le rôle principal dans le drame Mémoria de Léo Ponge.
Elle est aussi présente dans la série, événement du Festival de La Rochelle, Les Bracelets rouges, et participe au premier épisode de la série audio de Canal+ Calls.
En 2018, elle retrouve Sandrine Bonnaire dans La Vie sauve, un téléfilm sur les attentats du 13 novembre 2015, et intègre la nouvelle équipe de la pièce à succès Edmond d'Alexis Michalik, au théâtre du Palais Royal.
En 2020, elle incarne le rôle principal de mademoiselle Else dans Else(s) mis en scène par Marion Conejero, d'après l'œuvre d'Arthur Schnitzler. Elle joue en 2021 au théâtre Gérard-Philipe - TGP, CDN de Saint-Denis, et au théâtre d'Angoulême, une Scène nationale. 
La même année, elle sort son premier documentaire en tant que réalisatrice, Le Grand Voyage, sur sa grand-mère Danielle Miglierini qu'elle a filmée à bord du Transsibérien.
En 2021, elle tourne dans le film Annie Colère de Blandine Lenoir, avec Laure Calamy et Zita Hanrot, ainsi que dans la série produite et diffusée par Canal+ Narvalo de Matthieu Longatte avec Sandor Funtek.
En 2023, elle reprend le tournage des saisons 4 et 5 de la série à succès Les Bracelets rouges, présentée au festival Série Mania, et participe à la série 93BB d'Abd Al Malik en compétition au Festival de La Rochelle. 
Parallèlement, elle continue à jouer au théâtre dans Edmond d'Alexis Michalik, au théâtre du Palais Royal, et prépare un podcast de fiction produit par le studio Paradiso, qui a produit la fiction Calls pour Canal+, dans lequel elle tiendra le rôle principal.

## Filmographie

### Cinéma
- 2000 : Le Pacte des loups de Christophe Gans : Cécile
- 2006 : Mes stars et moi de Lætitia Colombani : Lucie
- 2007 : L'Auberge rouge de Gérard Krawczyk : Mathilde
- 2008 : 15 ans et demi de François Desagnat et Thomas Sorriaux : Églantine
- 2010 : Nos résistances de Romain Cogitore : Véronique
- 2012 : La Cité rose de Julien Abraham :  Lola
- 2022 : Annie Colère de Blandine Lenoir  : Lorette

### Télévision
- 2000 : L'Enfant de la honte de Claudio Tonetti : Éloïse
- 2005 : Une vie en retour de Daniel Janneau : Lisa
- 2006 : Mademoiselle Gigi de Caroline Huppert : Gigi
- 2006 : Le Procès de Bobigny de François Luciani : Léa Langlois
- 2007 : Le Lien de Denis Malleval : Sylvie Meunier
- 2009 : Cartouche, le brigand magnifique d'Henri Helman : Juliette
- 2013 : Rouge Brésil de Sylvain Archambault : Colombe
- 2017-2018 : Les Bracelets rouges de Nicolas Cuche : Valentine
- 2017 : Calls de Timothée Hochet
- 2019 : Ce soir-là et les jours d'après de Marion Laine : Céline
- 2022 : Narvalo de Matthieu Longatte (Canal+)
- 2023 : Les Bracelets rouges de Fabien Gorgeart Jérémy MainguyJulien Abraham : Valentine
- 2023 : 93 BB de Abd Al Malik
- 2024 : Les Bracelets rouges de Christophe Campos Xavier de Choudens  : Valentine

### Courts-métrages
- 2011 : Deep Inside de Marc Gibaja : une femme zombie
- 2011 : Folks de Frédéric Guelaff
- 2014 : Carapace de Flora Molinié (Arte) : Lili
- 2016 : Somnanbule de Timothée Hochet : Lucie
- 2017 : Memoria de Léo Ponge (Fr3) : Sara
- 2017 : The perfect individual de Arthur Grand
- 2020 : Mon Amour de Nailia Harzoune
- 2023 : Mon Père de Jordan Raux
- 2024 : La faute à personne de Juliette Moncuit - Finaliste du Nikon Film Festival
- 2025 : Mr Tout le monde d’Antoine Lippens
- 2025 : La pie voleuse de Chloé Luizard
- 2025 : Une soirée à succès de Omar Tebbiche
- 2025 : Sois libre et tais toi de Chloé Rossignol

### Web
- 2016 : En passant pécho - épisode "Qui veut épouser Cokeman ?" de Julien Royal

### Réalisation
- 2013 : Some Dark - Spleen (clip).
- 2021 : Le Grand Voyage (documentaire, + écriture, image, son et production[1]).

## Théâtre
- 2008 : L'Importance d'être Constant d'Oscar Wilde ; mise en scène de Pierre Laville, avec Macha Méril, Frédéric Diefenthal et Lorànt Deutsch[2] ;
- 2017 : Les Monologues du vagin d'Eve Ensler, mise en scène de Coralie Miller - Festival d'Avignon et Comédie de Paris.
- 2018 : Edmond, mise en scène d'Alexis Michalik - Théâtre du Palais-Royal
- 2021 : Else(s) d'après Mademoiselle Else mise en scène de Marion Conejero - TGP Théâtre Gérard-Philipe, théâtre national de Saint-Denis

## Doublage

### Cinéma

#### Films
- Amber Midthunder dans :
  - Le Vétéran (2021) : l'employée à la station-service
  - Novocaine (2025) : Sherry Margrave

- 2018 : Doris : Janne (Shanti Borreman)
- 2020 : After : Chapitre 2 : Ally (Vanessa DuBasso)
- 2020 : Sous le soleil de Riccione : Luciana (Emma Benini)
- 2022 : Women Talking : Melvin / Nettie (August Winter)
- 2023 : Le Challenge : Natalie (Amalia Yoo)
- 2023 : After : Chapitre 5 : Nathalie (Mimi Keene)
- 2023 : Rebel Moon - Partie 1 : Enfant du feu : ? (?)
- 2023 : Une vie : Hana Hejdukova (Juliana Moska)
- 2024 : Mean Girls : Lolita malgré moi : Janis 'Imi'ike (Auliʻi Cravalho)
- 2024 : Shirley : ? (?)
- 2024 : Abigail : Sammy (Kathryn Newton)
- 2024 : Twisters : Dani (Katy O'Brian)
- 2025 : iHostage : Rachelle (Jouman Fattal)
- 2025 : Until Dawn : La Mort sans fin : Clover (Ella Rubin)
- 2025 : A Working Man : Jenny Garcia (Arianna Rivas (en))
- 2025 : La Guerre des mondes : Faith Radford (Iman Benson)

### Télévision

#### Téléfilms
- 2022 : Le terrible secret de ma mère : Kaylie (Pavia Sidhu)
- 2022 : Coup de foudre en harmonie : Desiree Deguzman (Christie Burke (en))
- 2023 : Fiançailles à la grecque : Alex Atlas (Katerina Konstas)

#### Séries télévisées
- 2022 : Red Rose (en) : Wren Davis (Amelia Clarkson)
- 2022 : Après le verdict : Les jurés mènent l'enquête (en) : Mandy (Randa Sayed)
- 2023 : À découvert (en) : Candy (Sophia Adler)
- 2023 : Cannes police criminelle : Zina Lellouche (Keziah Maréchaux)
- 2023 : Les Rois de Bombay (en) : ? (?)
- 2023 : Sissi : Walli (Pauline Werner)
- 2024 : Cent Ans de solitude : Úrsula Iguarán, jeune (Marleyda Soto)
- 2025 : L'Éternaute : ? (?) (mini-série)
- 2025 : Une nature sauvage : Naya Vasquez (Lily Santiago (en))

### Jeux vidéo
- 2022 : Cookie Run: Kingdom : Cookie Lys Blanc
- 2023 : Starfield : voix additionnelles
- 2024 : Dragon Age: The Veilguard : voix additionnelles

### Fiction audio
- 2017 : Calls de Timothée Hochet (Canal +) : Lucie

## Distinctions
- 2006 : Nymphe d'or de la meilleure actrice au Festival de Monte-Carlo pour Mademoiselle Gigi
- 2009 : Révélation César pour 15 ans et demi
- 2011 : Talent Cannes Adami
- 2017 : Emergence, résidence artistique sur la réalisation cinématographique
- 2017 : Membre du jury du Festival Voix d'Étoiles
- 2017 : Meilleure actrice au LIA (London International Awards) pour CFCV de Philippe André
- 2021 : Emergence podcast